# Central SC
Der Central Sport Club, in der Regel nur kurz Central genannt, ist ein Fußballverein aus Caruaru im brasilianischen Bundesstaat Pernambuco.
Aktuell spielt der Verein in der Staatsmeisterschaft von Pernambuco.

## Geschichte

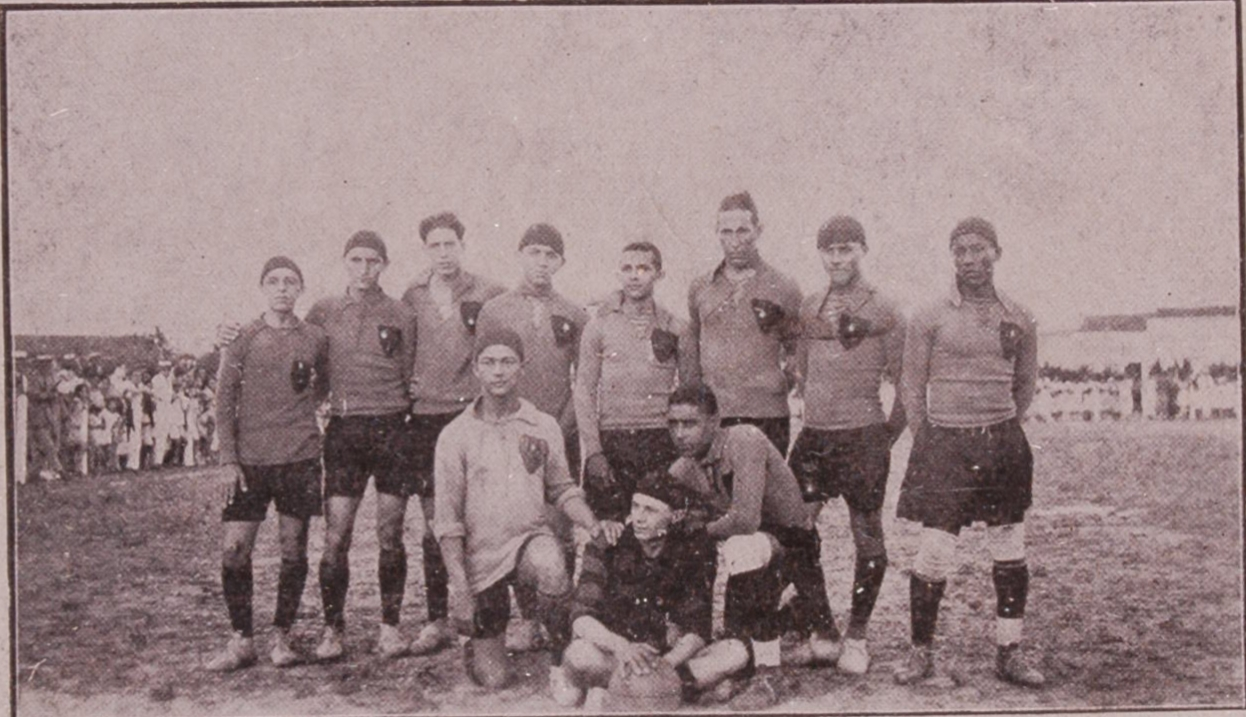
Mannschaft von 1920

Der Verein wurde am 15. Juni 2019 als Sociedade Musical Comercial Caruaruense gegründet. 1961 wurde der Verein in Central Sport Club umbenannt. 

## Erfolge
- Staatsmeisterschaft von Pernambuco – Série A2: 1999
- Staatspokal von Pernambuco: 2001

## Stadion

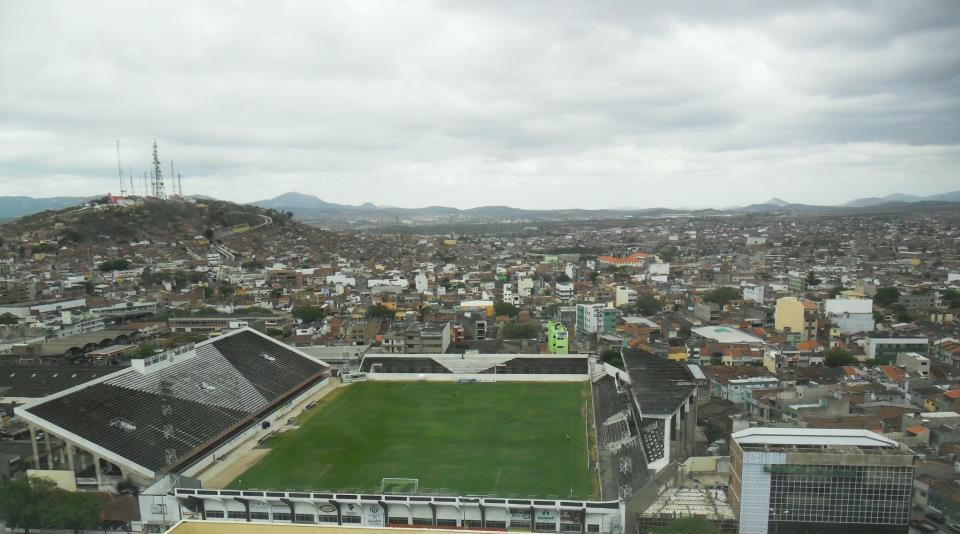
Estádio Luiz José de Lacerda

Der Verein trägt seine Heimspiele im Estádio Luiz José de Lacerda, auch unter dem Namen Lacerdão bekannt, in Caruaru aus. Das Stadion hat ein Fassungsvermögen von 19.478 Personen.

## Rivalität
Der größte Rivale von Central ist der Clube Atlético do Porto aus Caruaru. Das Derby zwischen den beiden Vereinen wird auch Clássico Matut genannt.

## Trainerchronik
Stand: 23. November 2024
| Trainer            | Nation            | von               | bis               |
| ------------------ | ----------------- | ----------------- | ----------------- |
| Dado Cavalcanti    | Brasilien         | 21. März 2011     | 29. April 2011    |
| Mauro Fernandes    | Brasilien         | 6. November 2017  | 22. Mai 2018      |
| Estevam Soares     | Brasilien         | 25. Oktober 2018  | 1. April 2019     |
| Evandro Guimarães  | Brasilien         | 19. November 2019 | 17. Februar 2020  |
| Sílvio Criciúma    | Brasilien Italien | 20. Februar 2020  | 23. Dezember 2020 |
| Moises Pereira     | Brasilien         | 26. Februar 2021  | 1. März 2021      |
| Pedro Manta        | Brasilien         | 2. März 2021      | 5. April 2021     |
| Elenilson Santos   | Brasilien         | 16. April 2021    | 18. Mai 2021      |
| Júnior Baiano      | Brasilien         | 2. Juni 2021      | 12. Juli 2021     |
| Nilson             | Brasilien         | 15. Juli 2021     | 31. Dezember 2021 |
| Betinho            | Brasilien         | 9. September 2022 | 6. Februar 2023   |
| Márcio Goiano      | Brasilien         | 10. Februar 2023  | 3. April 2023     |
| Mauro Fernandes    | Brasilien         | 1. Januar 2024    | 7. Februar 2024   |
| Marcinho Guerreiro | Brasilien         | 9. Februar 2024   | 6. März 2024      |